# Évangéliaire de Liuthar

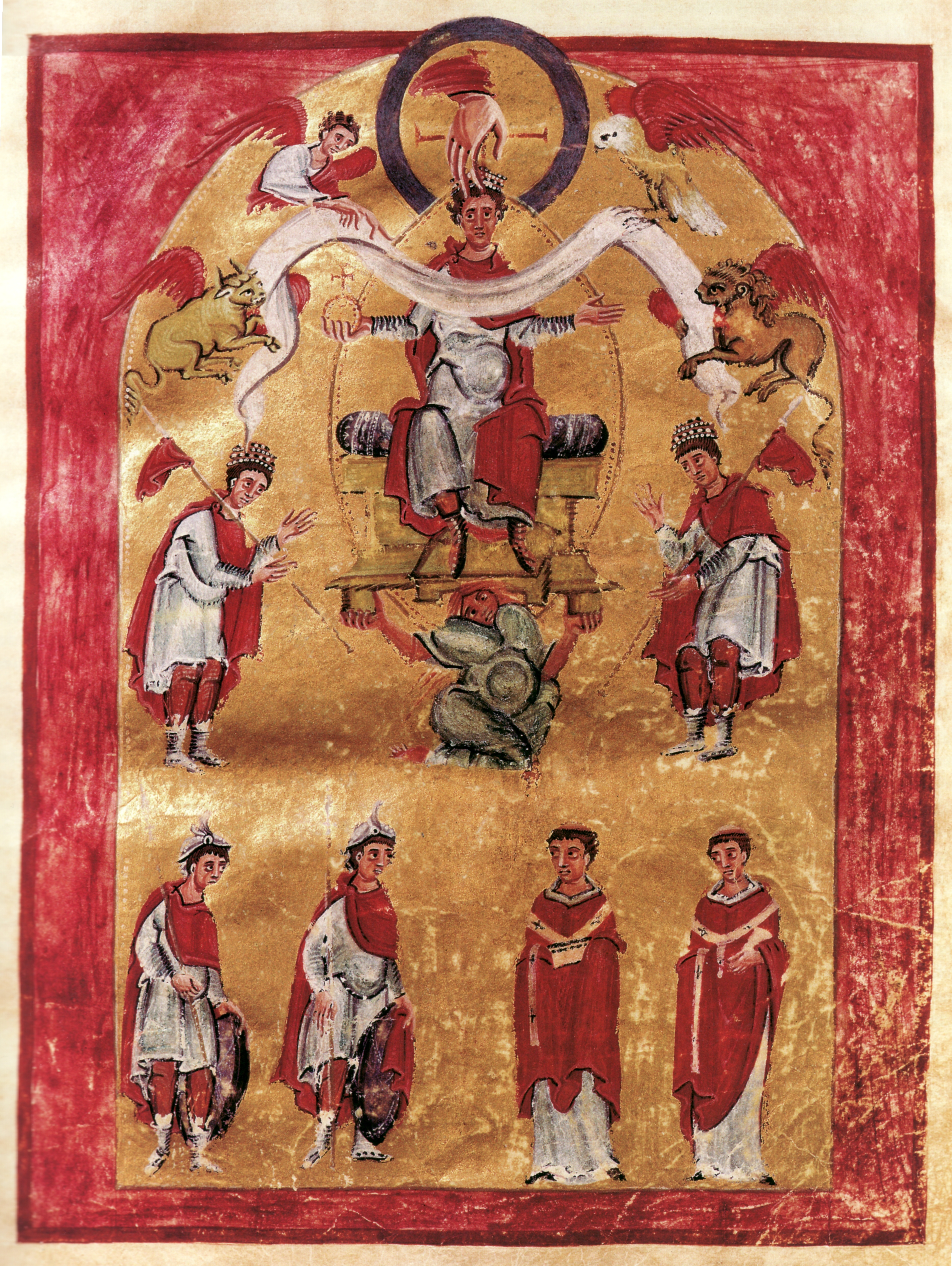
Représentation de l'empereur Otton III (empereur du Saint-Empire) (folio 16r.) dans une mandorle. Cette image est commentée par Ernst Kantorowicz dans Les Deux Corps du roi. Essai sur la théologie politique au Moyen Âge (chap. III, §2). Voir la description complète sur Commons.

L'évangéliaire de Liuthar est un manuscrit enluminé (27,9 × 21,8 cm) de la fin du Xe ou du début du XIe siècle. Réalisé vers 975-1000 par l'École de Reichenau, dans l'atelier du moine Liuthar, il s'agit d'un des plus beaux exemples de l'art ottonien. Il est actuellement conservé au trésor de la cathédrale d'Aix-la-Chapelle.

## Datation
Il y a un certain débat académique concernant la date exacte de réalisation de cet évangéliaire. Le folio 16 (ci-contre) a fait l'objet d'une analyse originale et pionnière d'Ernst Kantorowicz dans Les Deux Corps du roi. Essai sur la théologie politique au Moyen Âge (chap. III, §2), qui pense y voir Otton II, et s'appuyant sur des travaux antérieurs, date l'œuvre vers 973. Des travaux plus récents estiment l'œuvre plus tardive, et considèrent qu'il s'agit, dans ce folio, d'Otton III. Florentine Mütherich estime ainsi qu'elle a été réalisée entre 983 et 990. Il aurait ainsi été réalisé en l'honneur du couronnement d'Otton III comme roi des Romains en 983, bien que l'œuvre n'ait pas été prête à temps.